# 小行星3108
小行星3108（3108 Lyubov）是一颗围绕太阳公转的小行星。1972年8月18日，柳德米拉·朱拉夫寥娃在克里米亚发现了此天体。
該小行星以蘇聯女演員柳博芙·奧爾洛娃命名。
这颗小行星的绝对星等为226.60044等。